# William D. Leahy
William Daniel Leahy, född 6 maj 1875 i Hampton, Iowa, död 20 juli 1959 i Bethesda, Maryland, var en amerikansk sjöofficer (5-stjärnig amiral) som under andra världskriget tjänstgjorde som militär stabschef till presidenterna Franklin D. Roosevelt och Harry S. Truman. I rollen som militär stabschef ingick ordförandeskapet för Joint Chiefs of Staff.

## Biografi
Leahy föddes i Iowa där pappan var krigsveteran från amerikanska inbördeskriget till yrket jurist och var vald ledamot av Iowas legislatur. Både far- och morföräldrarna var immigranter från Irland. Familjen flyttade till Wausau, Wisconsin 1982 samt Ashland, Wisconsin 1889. Den unge Leahy ville egentligen söka till United States Military Academy, men den lokale kongressledamoten gav istället Leahy rekommendationsbrev för United States Naval Academy dit han blev kadett 1893.
Efter examen och officersfullmakt i USA:s flotta tjänstgjorde han i Spansk-amerikanska kriget, Filippinsk-amerikanska kriget, Boxarupproret, Banankrigen och första världskriget.
1927 blev Leahy flaggman, för som chef för Bureau of Ordnance fram till 1931, därefter chefskap för Bureau of Navigation 1933-1936, befäl för Battle Fleet 1936 till 1937. Mellan 1937 och 1939 var Leahy Chief of Naval Operations, den högsta yrkesmilitära posten i flottan.
Efter pension från flottan utsåg president Franklin D. Roosevelt honom 1939 till Puerto Ricos guvernör. Från 1940 var Leahy USA:s ambassadör i Frankrike: Leahy ansåg att USA borde erkänna Fria Frankrike istället för Vichyregimen och begärde att komma tillbaka till USA efter Attacken mot Pearl Harbor. 
Leahy kom att tjänstgöra som presidentens militära stabschef och var den formellt högste yrkesmilitären i USA:s väpnade styrkor. Leahys roll innebär ordförandeskap för Joint Chiefs of Staff och var en de facto föregångare till befattningen som USA:s försvarschef (Chairman of the Joint Chiefs of Staff) som inrättades 1949. Leahy deltog i konferenserna i Casablanca, Kairo, Teheran, Jalta och i Potsdam.
Leahy tillsammans med arméstabschefen George Marshall anses allmänt ha varit de mest inflytelserika amerikanska yrkesmilitärerna under andra världskriget.
I december 1944 utsågs Leahy till Fleet Admiral, dvs femstjärnig amiral. Leahy gick i slutlig pension 1949. 
Han gav ut sina memoarer under 1950: I Was There: The Personal Story of the Chief of Staff to Presidents Roosevelt and Truman: Based on His Notes and Diaries Made at the Time.
Han är gravsatt på Arlingtonkyrkogården.

## Eftermäle
Kryssaren USS Leahy (CG-16) och fartygsklassen namngavs efter amiralen.